# Сельская усадьба

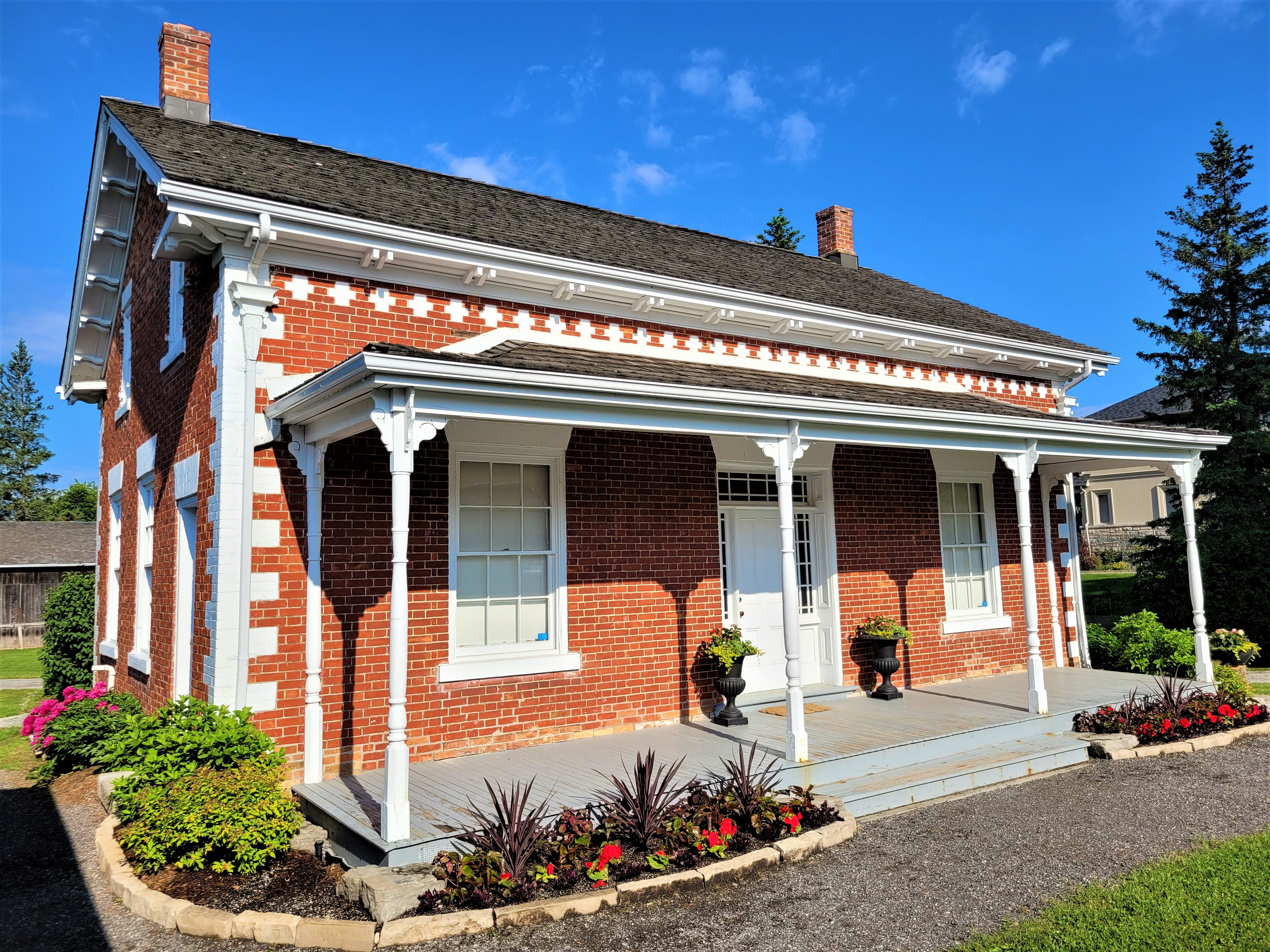
Сельская усадьба XIX века, Онтарио (Канада)

Сельская усадьба (крестьянская усадьба, агроусадьба) — дом в сельской местности для одной семьи, обычно с огражденным двором, включает жилище, место для скота, для хранения инвентаря, огород, иногда сад. В XXI веке термин часто используется для обозначения объектов сельского туризма — мест проживания и отдыха туристов.

## В Российской империи

### Крестьянская усадьба

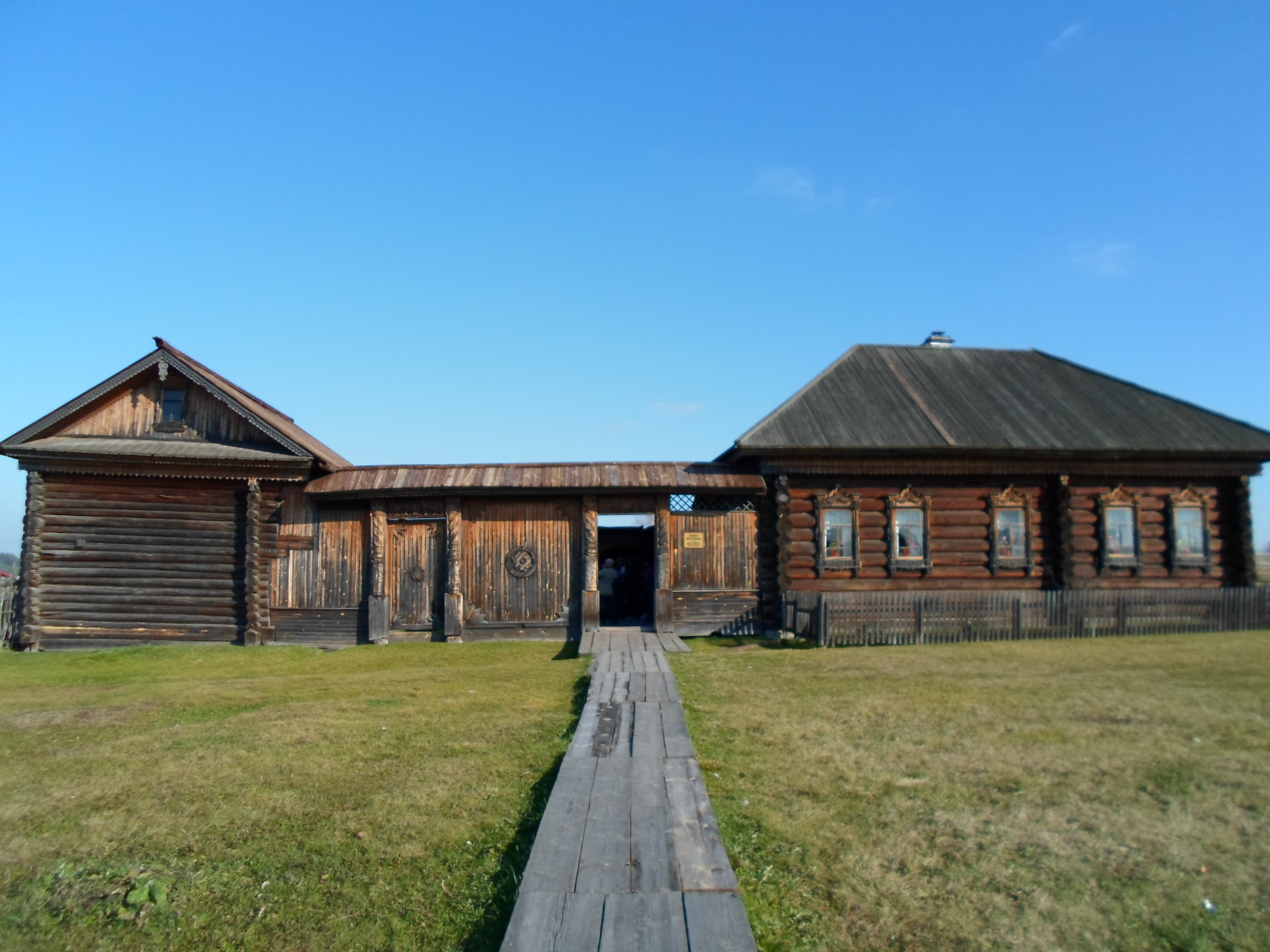
Уральская крестьянская усадьба XIX века из деревни Камельская, музей под открытым небом в селе Нижняя Синячиха (Свердловская область)

Крестьянская усадьба организуется двором, где держали скот, хранили сельскохозяйственный инвентарь и телеги, сани, зерно и др.
На севере, в зоне распространения домов на высоком подклете, двор был крытый и, как правило, двухъярусный: на нижнем этаже держали скот, а на верхнем (повети) хранили сено, утварь, устраивали клети и горницы. В такой двор обычно можно было пройти из избы, не выходя на улицу.
На юге России двор был открытым. Замкнутый «круглый двор», по четырёхугольному периметру которого стояли дом с амбаром, выходившие на улицу, и хозяйственные постройки, соединённые между собой сплошной оградой с навесом, открытым внутрь двора. Разновидность круглого двора — «двор-крепость», появившийся в XV—XV вв. в степной зоне, где была велика опасность нападения татар: изба стояла посреди открытого четырёхугольного пространства, создаваемого надворными постройками и навесами; ограду делали из толстых дубовых брёвен, вбитых вертикально. В южной части степной зоны открытый двор часто был незамкнутым — хозяйственные строения располагались без особого порядка и не были связаны между собой.

### Дворянская усадьба
В русской архитектуре дворянская усадьба представляла отдельное поселение, комплекс жилых, хозяйственных, парковых и иных построек, а также, как правило, усадебный парк, составляющих единое целое. Термин «усадьба» обычно относят к владениям русских дворян XVII — началу XX веков.
В состав классической барской усадьбы обычно входили барский дом, несколько флигелей, конюшня, оранжерея, постройки для прислуги и др. Парк, примыкающий к усадьбе, чаще всего носил ландшафтный характер, часто устраивались пруды, прокладывались аллеи, строились беседки, гроты и т. п. В крупных усадьбах нередко строилась церковь.
После Октябрьской революции 1917 года практически все русские дворянские усадьбы были оставлены владельцами, большая часть из них подверглась разграблению и дальнейшему запустению. В ряде выдающихся усадеб в годы советской власти были созданы музеи (Архангельское, Кусково, Останкино — в Подмосковье и Москве), в том числе мемориальные («Ясная Поляна» в Тульской области, «Карабиха» под Ярославлем и др.).

## Туристическая усадьба
В современном туристическом бизнесе — это, как правило, традиционные сельские дома или выполненные в традиционном стиле современные сооружения. В Беларуси существует несколько классов агроусадеб, критерием для классификации которых является уровень комфорта. В зависимости от своих личных предпочтений, турист может выбрать агроусадьбу от традиционного деревенского дома до жилого комплекса со всеми удобствами и с развлекательным центром.
В таких усадьбах туристы некоторое время ведут сельский образ жизни, знакомятся с местной природой, культурой и обычаями с помощью пеших и конных прогулок и общения с местными жителями. В некоторых агроусадьбах предусмотрена возможность активного отдыха. Кроме традиционных видов отдыха, в агроусадьбах туристам может быть предложена сельскохозяйственная работа на общих основаниях с местными жителями.